# Batalla de Uman
La Bolsa de Uman fue el resultado de una batalla librada en el frente oriental de la Segunda Guerra Mundial. La batalla se llevó a cabo en julio de 1941 entre las fuerzas del Tercer Reich y la Unión Soviética, en el occidente de Ucrania. La batalla terminó con la captura de dos ejércitos soviéticos enteros, que estaban a cargo del coronel general Mijaíl Kirponós y del general del ejército Iván Tiulenev.
Al iniciarse la invasión alemana de la Unión Soviética, el Grupo de Ejércitos Sur capturó rápidamente a Leópolis, Ternópil y Vínnitsa, destruyendo cuatro cuerpos acorazados que Kirponós habían enviado a contraatacar. Antes de la batalla de Kursk, este enfrentamiento había sido considerado la mayor batalla de tanques de la historia. La pésima coordinación de los tanques soviéticos permitió que los numéricamente inferiores tanques alemanes los cercaran cerca de Dubno. Sin embargo, el ataque ruso logró detener el avance alemán, aunque a inicios de julio de 1941 se reanudó.
El 10 de julio, el Comandante en Jefe de las fuerzas soviéticas en el sur, Semión Budionni recibió el mando general de los ejércitos de Kirponós y Tiulénev. Budionny acumuló a su millón y medio de hombres en Uman y en Kiev. Sin embargo, en ese momento el general Paul von Kleist lanzó al 1.º Ejército Panzer entre las dos fuerzas de Kiev y Uman, y capturó Berdýchiv el 15 de julio y Koziatyn al día siguiente. El 17.º Ejército del general Carl-Heinrich von Stülpnagel avanzó entonces por el sur de Uman y el general Ritter von Schobert lanzó al 11.º Ejército al norte desde la frontera de Rumania. El 11 de septiembre, Schobert murió cuando su avión aterrizó en un campo minado, siendo reemplazado por Erich von Manstein.
La Stavka creyó que las intenciones alemanas eran las de cruzar el Dniéper entre Kiev y Cherkasy hacia la región del Donbás, por lo que no se preocuparon por sus 6.º y 12.º Ejércitos. El 28 de julio, se entregó la orden de evitar que los alemanes cruzaran el Dniéper y se prohibió cualquier retirada hacia el sur. Esta orden evitó que los ejércitos soviéticos vulnerables al sur se retiraran al sureste.
El 2 de agosto, el cerco sobre los 6.º y 12.º Ejércitos fue cerrado por el I Grupo Panzer y el 17.º Ejército. Al día siguiente la 16.º División Panzer y un Cuerpo Húngaro cerraron un segundo cerco. El 8 de agosto, la resistencia soviética se quebró y 20 divisiones soviéticas fueron despedazadas, resultando capturados unos 100 mil soldados, incluyendo los dos comandantes de los dos ejércitos, 4 comandantes de Cuerpos del Ejército y los comandantes de 11 divisiones.
Se cree que los soviéticos sufrieron otras 100 mil bajas además de los prisioneros de guerra.